# (8665) Daun-Eifel
(8665) Daun-Eifel est un astéroïde de la ceinture principale.

## Description
(8665) Daun-Eifel est un astéroïde de la ceinture principale. Il fut découvert le 8 avril 1991 à La Silla par Eric Walter Elst. Il présente une orbite caractérisée par un demi-grand axe de 2,36 UA, une excentricité de 0,08 et une inclinaison de 5,6° par rapport à l'écliptique.

## Compléments